# Billy Baron
William James Baron (ur. 11 grudnia 1990 w Altoonie) – amerykański koszykarz, występujący na pozycjach rozgrywającego lub rzucającego obrońcy, obecnie zawodnik Zenitu Petersburg.
W 2014 reprezentował Chicago Bulls podczas rozgrywek letniej ligi NBA w Las Vegas, rok później występował jako zawodnik Detroit Pistons.

## Osiągnięcia
Stan na 31 stycznia 2021, na podstawie, o ile nie zaznaczono inaczej.
NCAA
- Koszykarz roku konferencji Metro Atlantic Athletic (MAAC – 2014)[6]
- Zaliczony do:
  - I składu:
    - MAAC (2013, 2014)
    - turnieju MAAC 2014

  - składu honorable mention All-America (2014 przez Associated Press)
- Lider konferencji MAAC w:
  - średniej asyst (5 – 2013, 5,3 – 2014)
  - skuteczności rzutów wolnych (88,3% – 2014)
  - liczbie:
    - celnych (107) i oddanych (254) rzutów za 3 punkty (2014)

  - asyst (171 – 2013)

Drużynowe
- Mistrz:
  - Ligi Adriatyckiej (2019)
  - Serbii (2019)
- Wicemistrz Litwy (2015)
- Zdobywca Superpucharu Ligi Adriatyckiej (2018)
- Finalista pucharu:
  - Litwy (2015)
  - Serbii (2019, 2020)

Indywidualne
- MVP finałów ligi:
  - adriatyckiej (2019)
  - serbskiej (2019)
  - kolejki Eurocup (7 – 2015/2016)

Reprezentacja
- Mistrz Ameryki (2017)